# Stigmella aceris
Stigmella aceris là một loài bướm đêm thuộc họ Nepticulidae. Loài này có ở châu Âu.
Sải cánh dài 3.7-4.7 mm. Con trưởng thành bay từ tháng 5 đến tháng 6 và một lần nữa vào tháng 8 tùy theo địa điểm.
Ấu trùng ăn Acer campestre, Acer ginnala, Acer platanoides và Acer tataricum. Chúng ăn lá nơi chúng làm tổ. 